# Hemerobius aphidivorus
Hemerobius aphidivorus is een insect uit de familie van de bruine gaasvliegen (Hemerobiidae), die tot de orde netvleugeligen (Neuroptera) behoort. 
Hemerobius aphidivorus is voor het eerst wetenschappelijk beschreven door Schrank in 1781.